# 切土

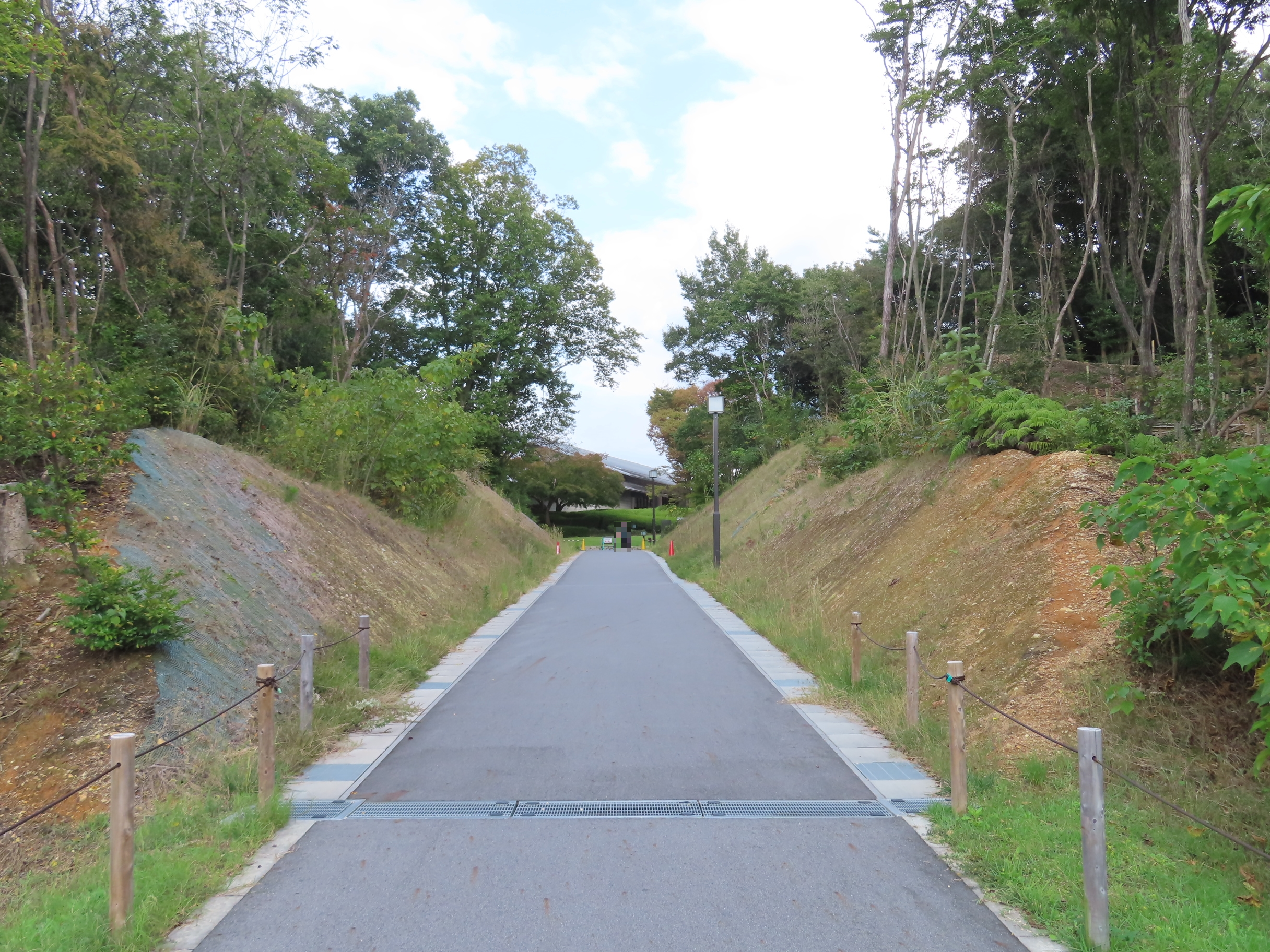
切土して作られた通路

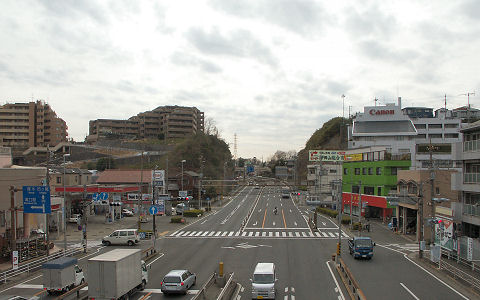
日本の国道246号の切土部分

切土（きりど、cut）とは、高い地盤や斜面の土砂を切り下げて平坦な地面を作ること、またはそのような工事を施した土工そのものを指す。切土の対義語は盛土である。
連続的な切土により周囲の土地より低くなった部分に、水路、鉄道、道路を通した部分は掘割（ほりわり）という。

## 土工

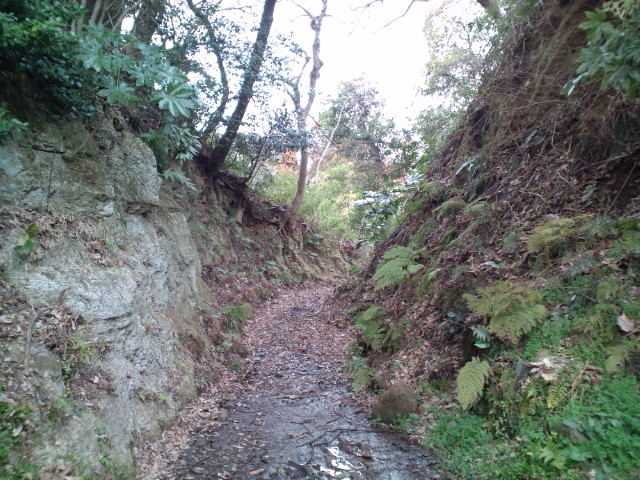
日本の古例。神奈川県鎌倉市にある切通し。通称「鎌倉七口」のひとつである名越切通の第2切通し。天福元年（1233年）には既に存在している。

山間部の道路では、山側の上部を切土にし、その土砂で谷側の下部に盛土をする「片切り片盛り」が行われることも多く、切土と盛土の土量をできるだけ同じにすることで土砂運搬のコストの軽減が図られている。このうち盛土部分の地山の傾斜面を階段状に掘削して盛土を行うことを「段切り」といい、盛土側では地山と盛土のなじみを良くするため、切土側では良質でない表層部が表面に現れている場合に除去するために行われる。
なお、地盤を人工的に掘削してできた斜面のことを切土法面（のりめん）または切取法面という。切土法面を軍事道路に利用した例に鎌倉の切通しがある。

## 掘割

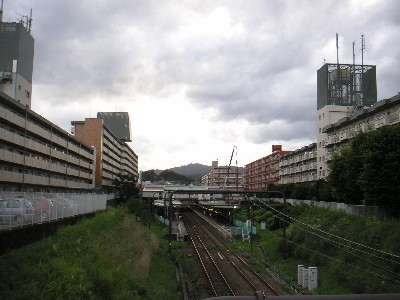
京王高尾線めじろ台駅付近の掘割

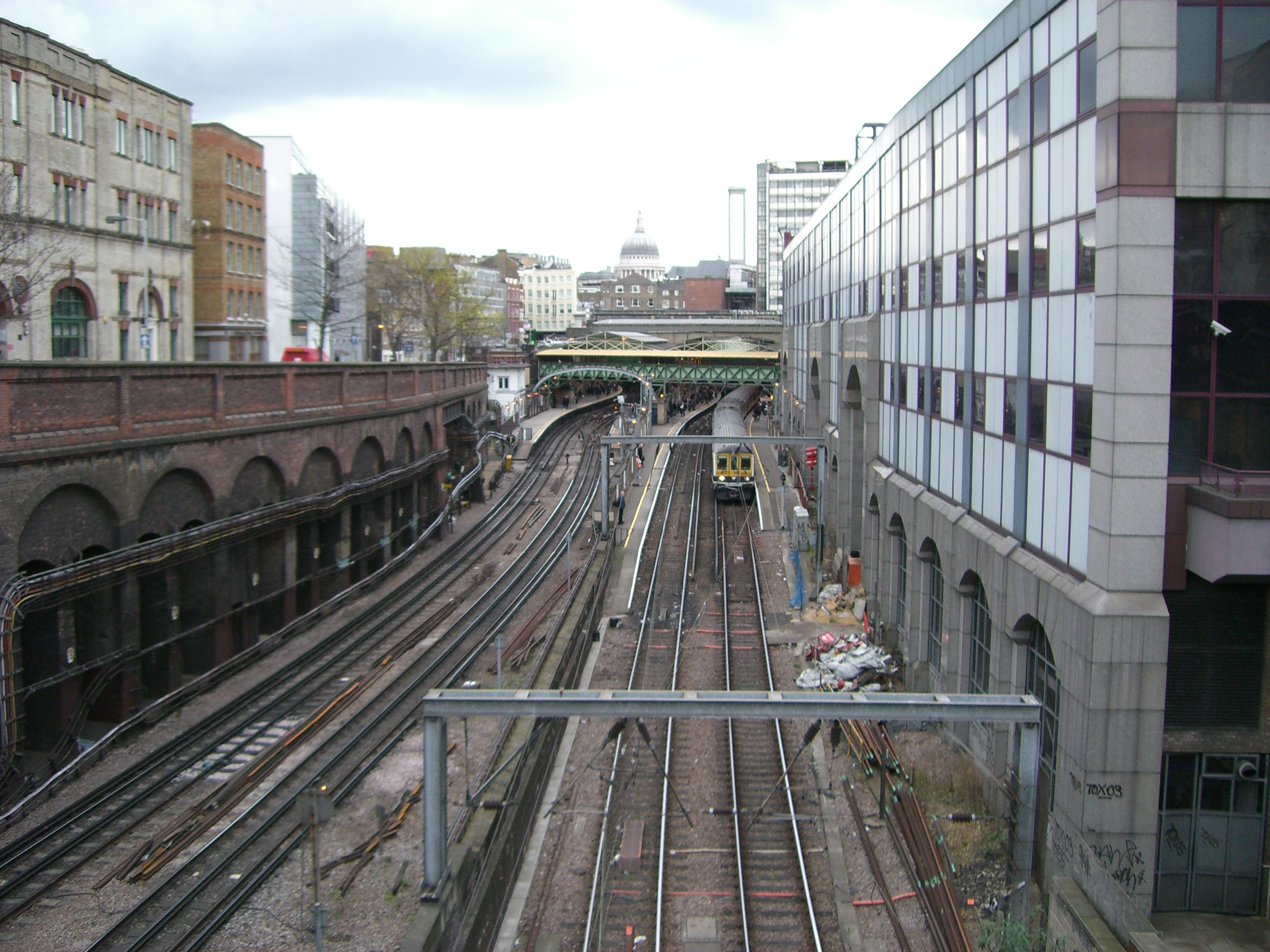
掘割に作られたロンドン地下鉄（左）およびネットワーク・レールの線路（都心部のファリンドン駅付近）

### 目的
鉄道・道路を建設する際、丘陵地などで線路・道路の通る部分のみを深く掘り下げ、その底に線路・道路を建設することがあり、これを「掘割」という。丘などの斜面に左右されないため縦断勾配が緩和されるほか、掘割区間では交差する交通とは必然的に異なる面に位置するため立体交差にできる。また、都市近郊の高速道路では高架橋による日照問題や騒音問題を回避する目的で掘割（もしくは蓋掛けの掘割）を採用する区間も多い。
ロンドンでは都心部に鉄道を通すために掘割が多く用いられており、英語では「shallow trench（浅い溝）」などと表現される。
このような掘割区間に作られた鉄道駅を、掘割駅という。

### 掘割式道路
都市高速道路では、密集した市街地の中を道路が走るので、一般に高架式で建設されるのが普通である。高架式道路は、騒音、排気ガス、日照権などの環境問題が取りざたされることがあり、掘割式道路は、これら課題を解決する方法として考案された道路の構造である。地面を掘って地下に高速道路を通し、トンネルのように密閉されたものではなく天井は全開にするか、あるいは一部分上だけに蓋（ふた）をして部分的に天井が開放される。騒音のほとんどが遮断され、沿線住民の日照権が侵される恐れがない、蓋をした上の土地を通路や公園に整備するなどスペースを活用できるというメリットがあり、一方で、建設費は高架式よりもかかるというデメリットがある。日本での採用例として、常磐自動車道の柏インターチェンジ付近がある。

## 切土の管理
切土により造成された地盤は一般的には堅く締まっているが、滑りやすい土質の層があるときは対策が必要になる。
切土法面や切土法面上部にある自然斜面では、地山の不均質性や風化による材料劣化、地下水の影響などによって、崩壊、落石、地すべり、土石流などが起きることがある。切土法面の崩壊の素因には地山の物性（土質）、構造（地質）、水（地下水）などがあり、降雨や地震、無理な設計施工などが誘因になる。